# Ofra
Ofra (hebrejsky עָפְרָה, podle stejnojmenného biblického města, které zmiňuje kniha Jozue 18,21 – „A byla města tato pokolení synů Beniaminových po čeledech jejich: Jericho, Betogla a údolí Kasis. A Betaraba, Semaraim a Bethel. A Avim, též Afara a Ofra…“, v oficiálním přepisu do angličtiny Ofra) je izraelská osada a vesnice typu společná osada (jišuv kehilati) na Západním břehu Jordánu v distriktu Judea a Samaří a v Oblastní radě Mate Binjamin.

## Geografie
Nachází se na v nadmořské výšce 820 metrů v jižní části Samařska, cca 7 kilometrů severovýchodně od města Ramalláh, cca 18 kilometrů jihovýchodně od města Ariel, cca 20 kilometrů severně od historického jádra Jeruzalému a cca 48 kilometrů jihovýchodně od centra Tel Avivu.
Na dopravní síť Západního břehu Jordánu je napojena pomocí dálnice číslo 60, která vede severojižním směrem napříč téměř celým regionem Samařska a propojuje Jeruzalém s městem Nábulus. Ofra představuje typ izolované izraelské osady situované hluboko do vnitrozemí Západního břehu Jordánu a obklopené četnými palestinskými vesnicemi a městy (Ejn Jabrud, Silwad, Dejr Jarir a Taybe). Nejbližší další izraelskou osadou je Bejt El cca 4 kilometry jihozápadním směrem, ale oddělená palestinskou vesnicí Ejn Jabrud.

## Dějiny
Obec byla založena roku 1975, konkrétně v květnu 1975 jako jedna z prvních izraelských osad ve vnitrozemí Samařska. Za jejím zřízením stála nacionalistická skupina Guš Emunim. Její členové se nechali zaměstnat na stavbě plotu na nedaleké vojenské základně izraelské armády. Jednoho dne se rozhodli po práci místo návratu do vlastního Izraele přenocovat v opuštěných kasárnách jordánské armády. Pak sem přivedli své rodiny a vztyčili na místě izraelskou vlajku. V roce 1977 po vítězství pravicové strany Likud a nástupu Menachema Begina na post izraelského premiéra získala Ofra plnou vládní podporu a byla uznána jako oficiální obec.

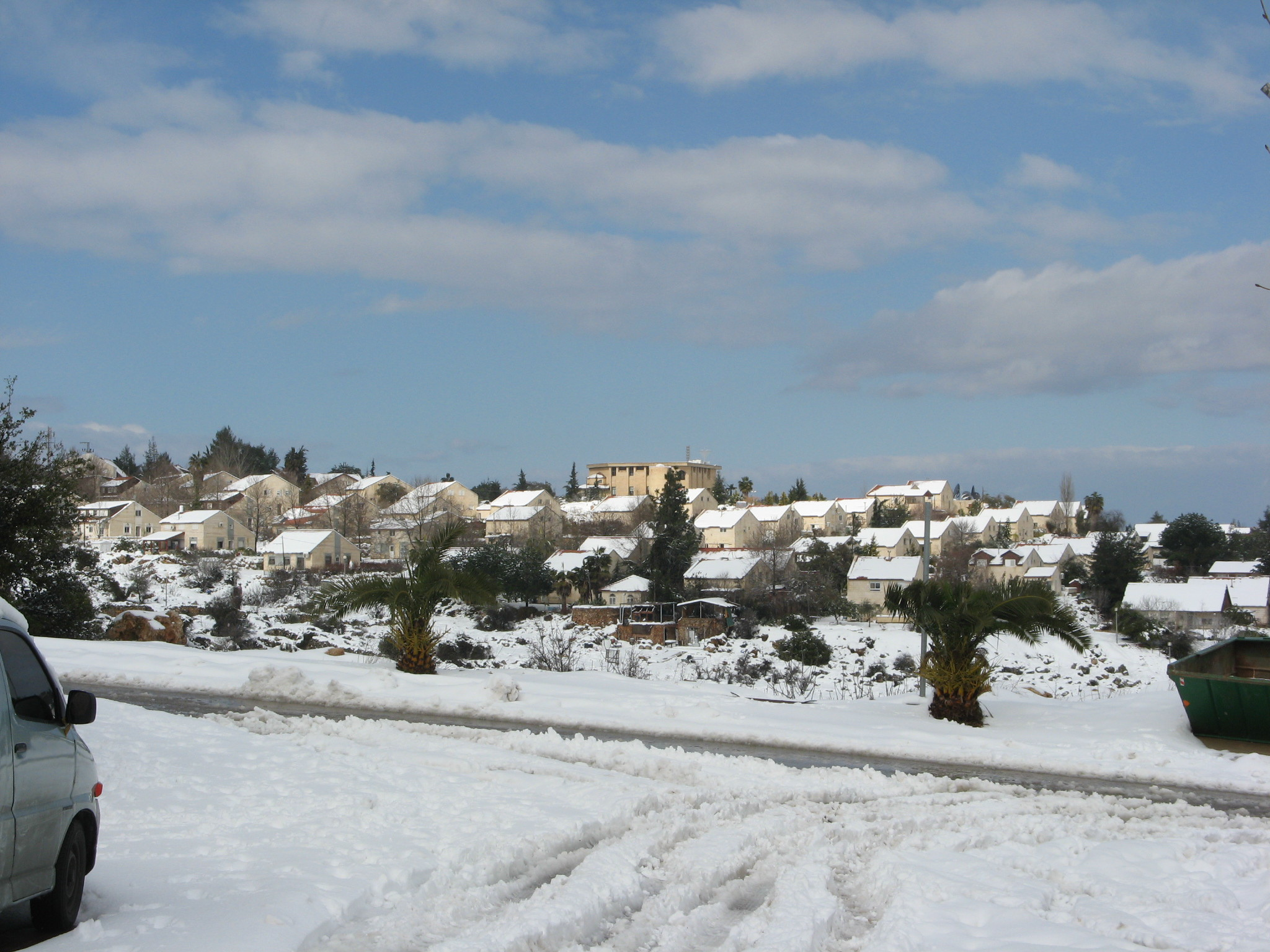
Ofra se sněhovou pokrývkou, rok 2008

Ofra leží hluboko ve vnitrozemí Západního břehu Jordánu a počátkem 21. století tak nebyla zahrnuta do Izraelské bezpečnostní bariéry. Budoucí existence osady záleží na parametrech případné mírové dohody mezi Izraelem a Palestinci.
Od 90. let 20. století území obce v mimořádném rozsahu expanduje formou izolovaných skupin domů i do okolní krajiny. Vlastní Ofra se jižním směrem rozšířila o čtvrť Neve David. V roce 1997 vznikla na východ od osady skupina domů zvaná Amona, která se profiluje jako fakticky samostatná komunita. 3. března 2002 bylo na kontrolním stanovišti u osady palestinským ostřelovačem zabito deset izraelských vojáků. V únoru 2006 se Amona stala místem ostrých střetů mezi izraelskou policií a osadníky. Výsledkem bylo zranění stovek lidí a demolice devíti stálých zděných obydlí. I potom ale Amona zůstávala obydlená. Podle stavu k roku 2007 už měla 96 stálých obyvatel a začala nabývat rysů trvalé oficiální osady, nezávislé na obci Ofra.
Další takto vzniklou izolovanou skupinou domů byla Ginot Arje založená v lednu 2001 severovýchodně od vlastní osady Ofra. Během několika let se rozrostla na šestnáct karavanů s trvalým obyvatelstvem sestávajícím z několika rodin. V květnu 2004 ale bylo Ginot Arje dobrovolně vyklizeno a jeho obyvatelé se přemístili do výše uvedené Amony.
Jižně od osady Ofra pak ještě v červnu 2002 vznikla v osamocené poloze synagoga Tal Binjamin, kde fungovala i ješiva, ale lokalita nebyla trvale obývána. V květnu 2004 se synagoga přesunula asi 600 metrů na jih.

## Demografie
Obyvatelstvo Ofra je převážně složeno ze stoupenců náboženského sionismu. Podle údajů z roku 2013 tvořili naprostou většinu obyvatel Židé, cca 3500 osob (včetně statistické kategorie "ostatní", která zahrnuje nearabské obyvatele židovského původu ale bez formální příslušnosti k židovskému náboženství, cca 3600 osob).
Formálně jde sice o sídlo vesnického typu (bez statutu místní rady ani města), ve své kategorii ovšem jde o poměrně lidnatou rezidenční obec se střediskovým významem pro širší region, s dlouhodobě rostoucí populací. K 31. prosinci 2013 zde žilo 3 552 lidí. Během roku 2013 populace klesla o 11,7 %.
| Rok            | 1982 | 1983 | 1985 | 1986 | 1987 | 1988 | 1989 | 1990 | 1991  | 1992  | 1993  | 1994  | 1995  | 1996  | 1997  | 1998  | 1999  | 2000  |
| -------------- | ---- | ---- | ---- | ---- | ---- | ---- | ---- | ---- | ----- | ----- | ----- | ----- | ----- | ----- | ----- | ----- | ----- | ----- |
| Počet obyvatel | 475  | 508  | 660  | 770  | 791  | 817  | 846  | 936  | 1 020 | 1 160 | 1 210 | 1 270 | 1 330 | 1 310 | 1 420 | 1 800 | 1 870 | 1 880 |

| Rok            | 2001  | 2002  | 2003  | 2004  | 2005  | 2006  | 2007  | 2008  | 2009  | 2010  | 2011  | 2012  | 2013  | 2014  |
| -------------- | ----- | ----- | ----- | ----- | ----- | ----- | ----- | ----- | ----- | ----- | ----- | ----- | ----- | ----- |
| Počet obyvatel | 2 020 | 2 060 | 2 214 | 2 264 | 2 384 | 2 531 | 2 664 | 2 735 | 3 183 | 3 293 | 3 343 | 3 489 | 3 552 | 3 137 |